# Glenea decemguttata
Glenea decemguttata är en skalbaggsart som beskrevs av Aurivillius 1920. Glenea decemguttata ingår i släktet Glenea och familjen långhorningar.
Artens utbredningsområde är Filippinerna. Inga underarter finns listade i Catalogue of Life.